# Infantes de Aragón
Der Begriff Infantes de Aragón (Prinzen von Aragonien) wird in der spanischen Geschichtsschreibung allgemein für die Kinder des Königs Ferdinand I. von Aragonien und seiner Frau Eleonore Urraca von Kastilien verwendet.

## Eltern

### Vater
Ferdinand war der zweite Sohn des Königs Johann I. von Kastilien.
Er erhielt 1386 von seinem Vater Johann I. von Kastilien den neu geschaffenen Titel eines Herzogs von Peñafiel.
Nach dem Tod seines Bruders Heinrich III. von Kastilien im Jahr 1406 lehnte er die ihm von den Cortes von Kastilien angebotene Krone von Kastilien ab und übernahm zusammen mit seiner Schwägerin Katharina von Lancaster die Regentschaft für den minderjährigen Johann II. von Kastilien.
Das Ansehen Ferdinands wuchs besonders durch die Eroberung der Stadt Antequera im Rahmen der Reconquista im Jahr 1410. Er war seit diesem Sieg als „el de Antequera“ (der von Antequera) bekannt.
Im Jahr 1412 wurde Ferdinand durch den Schiedsspruch von Caspe zum Herrscher der Krone von Aragonien bestimmt.

### Mutter
Eleonore Urraca von Kastilien (1374–1435) entstammte väterlicherseits einer Seitenlinie des kastilischen Königshauses des Hauses Trastámara und mütterlicherseits dem portugiesischen Königshaus, dem Haus Avis. Eleonore erbte nach dem Tod ihres Bruders nicht nur den Titel einer Gräfin von Albuquerque, sondern auch reiche Besitzungen in Kastilien, La Rioja und Extremadura. Einen Teil dieser Besitzungen gab sie schon zu Lebzeiten an ihre Söhne weiter. Nach dem Tod ihres Mannes (1416) lebte sie auf ihren Gütern in Medina del Campo. Eleonore versuchte zu verschiedenen Zeiten zwischen ihren Kindern und König Johann II. von Kastilien zu vermitteln.

## Kinder (Infantes)
- Maria (1396–1445) heiratete 1420 ihren Vetter Johann II. von Kastilien. Sie hatte einen Sohn, den späteren König Heinrich IV. von Kastilien.

- Alfons (1396–1458) folgte seinem Vater als Herrscher der Krone von Aragonien. Er heiratete 1415 seine Cousine Maria (1401–1458) von Kastilien, die Schwester des Königs Johann II. von Kastilien.

- Johann (1397–1479) erhielt von seinem Vater im Jahr 1414 den Titel des Herzogs von Peñafiel. Durch seine Heirat mit Blanka von Navarra im Jahr 1420 wurde er mitregierender König, nach dem Tod Blankas alleinregierender König von Navarra. Nach dem Tod seines Bruders Alfons wurde er 1458 Herrscher der Krone von Aragonien.

- Heinrich (1399/1400–1445) war 1. Herzog von Villena, Graf von Alburquerque und Herr von Ledesma, Großmeister des Ordens von Santiago (1409–1445). Über die kastilischen Titel hinaus verlieh ihm sein Bruder Alfons verschiedene aragonische bzw. katalanische Titel. Er war in erster Ehe seit 1420 mit seiner Cousine Katharina von Kastilien (1403–1439) der Schwester von Johann II. von Kastilien verheiratet. In zweiter Ehe heiratete er Beatriz Pimentel.

- Sancho (1400–1416) wurde im Alter von acht Jahren Großmeister des Alcántaraordens.

- Eleonore (1402–1445) heiratete 1428 den damaligen Thronfolger und späteren König von Portugal Eduard. Nach dem Tod ihres Mannes im Jahr 1438 war sie Regentin für ihren minderjährigen Sohn Alfons. Sie wurde 1439 durch ihren Schwager Peter von Portugal aus dem Amt gedrängt.

- Peter (1406–1438), war Herzog von Notho und Graf von Albuquerque, er trat besonders als Helfer und Stellvertreter seines Bruders Alfons in Erscheinung.

## Tätigkeit
Die Infantes de Aragón wurden in Kastilien geboren, zu einer Zeit, als ihr Vater Ferdinand Infant von Kastilien und Herzog von Peñafiel war. Als Regent für seinen Neffen Johann II. verschaffte Ferdinand seinen Söhnen die Herrschaft über wichtige Territorien in Kastilien bzw. die Führung der reichen und politisch einflussreichen Ritterorden von Santiago und Alcántara. Die Töchter Maria und Eleonore wurden mit dem König von Kastilien bzw. von Portugal verheiratet. Auch der bedeutende Besitz von Eleonore Urraca von Kastilien, der Mutter der Infantes de Aragón, führte dazu, dass diese eine einflussreiche Gruppe in der kastilischen Politik bildeten.
Die Infantes de Aragón waren im Grunde kastilische Adelige.  Sie hatten ihre Anhänger besonders im kastilischen Hochadel. Dieser strebten eine größere Macht des Adels gegenüber der Krone an. Ihre Gegenspieler waren der König und seine Berater, der niedere Adel und die Vertreter der Städte in den Cortes, die ein Interesse daran hatten, die Autorität der Krone zu stärken. Diese Gruppe wurde repräsentiert durch Álvaro de Luna. Der Machtkampf zwischen dem Hochadel und der Krone durchzog die kastilische Politik während des gesamten 15. Jahrhunderts.  Eine Entscheidung zugunsten der Krone brachte erst der Sieg der Katholischen Könige im Kastilischen Erbfolgekrieg. Zu einer weiteren Stärkung ihrer Position führte die Einnahme Granadas.
Da der älteste der Infanten, Alfons nach dem Tod des Vaters 1416 König von Aragonien und der zweitälteste, Johann 1420 durch seine Heirat mit Blanka von Navarra König von Navarra wurden, kümmerte sich der drittälteste Sohn, Heinrich, um die Familieninteressen in Kastilien. Dabei kam es allerdings in einigen Fällen auch zu Meinungsverschiedenheiten besonders zwischen Johann und Heinrich.

### 1418–1425
Johann II. von Kastilien stand seit dem Tod seines Vaters Heinrich III. von Kastilien unter der Vormundschaft seiner Mutter, Katharina von Lancaster und seines Onkels Ferdinand (dem Vater der Infantes). Sein Onkel starb am 2. April 1416. Seine Mutter starb am 2. Juni 1418. Am 20. Oktober 1418 verlobten sich der dreizehnjährige König Johann II. von Kastilien und die aragonische Infantin María die damals 22 Jahre alt war.
Im März 1419 erklärten die in Madrid tagenden Cortes von Kastilien den damals 14 Jahre alten König Johann für volljährig. Da Heinrich die Interessen seiner Familie durch die Berater des Königs bedroht sah, brachte er im Juni 1420 den König, der sich gerade in Tordesillas aufhielt, in seine Gewalt. Heinrich zog mit dem König erst nach Sevilla und dann nach Talavera de la Reina. In dieser Zeit der Halbgefangenschaft des Königs heiratete Heinrich die Schwester des Königs, Katharina von Kastilien. Die Hochzeit von Johann II. von Kastilien und der aragonischen Infantin María fand dann am 4. August 1420 in Ávila statt.
Ende November 1420 gelang dem König die Flucht aus der Überwachung durch Heinrich. Die Flucht war maßgeblich von Álvaro de Luna (Kastilien) geplant worden. Der wurde in der Folge der wichtigste Berater und Vertraute des Königs Johann. Im Juni 1422 wurde Heinrich von königlichen Soldaten gefangen genommen und eingesperrt. Ihm wurden seine Besitzungen in Kastilien aberkannt. Für das Großmeisteramt des Ordens von Santiago wurde ein Verwalter eingesetzt. Auch Anhänger Heinrichs wurden, wenn sie nicht fliehen konnten, gefangen genommen. 1423 kehrte Alfons V. von Aragonien, der älteste der Infanten aus Italien zurück, wo er seit 1421 die Herrschaft in Neapel angestrebt hatte. Verschiedene diplomatische Vorstöße Alfons’ zur Befreiung seines Bruders Heinrich hatten keinen Erfolg gebracht. Erst als Alfons 1425 Kriegsvorbereitungen traf um in Kastilien einzumarschieren kam es zu einem Abkommen. Am 10. Oktober 1425 wurde Heinrich nach über drei Jahren Gefangenschaft in Toledo entlassen. Nach einigen Auseinandersetzungen wurde ihm auch seine ehemaligen Ansprüche in Kastilien zurückerstattet.

### 1429–1432
Als Reaktion auf einen Einmarsch aragonischer Truppen in Kastilien, die sich mit Soldaten Heinrichs vereinigten, ließ Johann II. 1429 erneut den gesamten Besitz Heinrichs in Kastilien beschlagnahmen. Dieser Beschluss sollte durch Rodrigo Alfonso Pimentel durchgesetzt werden, dem 600 Lanzenreiter unterstellt waren. Vor dieser Streitmacht zog sich Heinrich in Richtung der Grenze zu Portugal zurück. Dort schloss sich ihm sein Bruder Peter an. Im August ließ der Kronrat den kompletten in Kastilien gelegenen Besitz von Heinrich und seiner Frau Katharina, von Johann von Navarra und seiner Frau Blanka von Navarra und deren Sohn Karl konfiszieren. Die militärischen Aktionen beider Seiten verursachten zwar große Kosten, es kam aber kaum zu ernsthaften Gefechten. Bei den immer wieder stattfindenden Verhandlungen ging es in erster Linie um Abfindungen die den Infantes für die beschlagnahmten Güter gezahlt werden sollten.  Im Juni 1432 wurde Peter, der jüngste Bruder Heinrichs von Truppen des Königs gefangen genommen. Heinrich gab sich geschlagen und schloss ein Abkommen mit der Gegenseite und begab sich mit dem freigelassenen Peter über Lissabon nach Valencia.

### Kampf um Neapel
Zum Herrschaftsgebiet der Krone von Aragonien, das Alfons V. seit 1416 regierte, gehörte auch die Insel Sizilien. Der auf der Italienischen Halbinsel gelegene Teil des historischen Königreiches wurde seit dem Frieden von Caltabellotta im Jahr 1302 als Königreich Neapel von der Insel getrennt regiert.
1420 war Alfons nach Sizilien gereist um seine Besitzansprüche in Italien zu sichern. In den Jahren 1421 bis 1423 bekämpfte Alfons für Johanna II. von Neapel den vom Papst 1419 zum König von Sizilien und Neapel gekrönten Ludwig von Anjou. 1423 kam Alfons auf Drängen der Cortes von Aragonien auf die Iberische Halbinsel zurück. 1432 reiste Alfons wieder nach Sizilien. Seine Brüder Johann, Heinrich und Peter begleiteten ihn.
Als Königin Johanna II. von Neapel im Februar 1435 starb, hatte sie in ihrem Testament René I. von Anjou als ihren Erben benannt. Da René zu der Zeit von Herzog Philipp III. von Burgund gefangen gehalten wurde, reiste seine Frau Isabella von Lothringen nach Neapel um das Erbe anzutreten. Sie wurde von Herzog Filippo Maria Visconti von Mailand und einer genuesischen Flotte begleitet. Da auch Alfons das Königreich Neapel als Herrschaftsgebiet der Krone von Aragonien beanspruchte, wollte er auf dem Seeweg nach Neapel reisen. Die Schiffe Alfons’ wurden von der genuesischen Flotte angegriffen.
In der Seeschlacht von Ponza im August 1435 wurden die Infantes de Aragón gefangen genommen und dem Herzog von Mailand übergeben.
Ende des Jahres 1435 wurde Johann freigelassen. Er reiste auf die Iberische Halbinsel um Lösegeld für die Freilassung seiner Brüder zu beschaffen.
Während seiner Gefangenschaft konnte Alfons den Herzog Filippo Maria Visconti auf seine Seite bringen. Nach seiner Freilassung führte Alfons mit seinen Brüdern Heinrich und Peter die Eroberung des Königreiches Neapel fort. Bei der Belagerung von Neapel wurde im Jahr 1438 der Infant Peter getötet. Im Jahr 1442 hatte Alfons die Herrschaft über das gesamte Königreich Neapel.

### 1436–1445
Im Januar 1436 setzte Alfons V. seinen Bruder Johann als seinen Stellvertreter in Aragonien ein und bevollmächtigte ihn auch in seinem Namen mit Johann II. von Kastilien Verhandlungen über die Rückerstattungen des Besitzes in Kastilien zu führen.  Diese Verhandlungen führten im September 1436 zu dem Vertrag von Toledo. Dieser Vertrag sah vor: Die Begnadigung aller an den vorausgegangenen Kämpfen Beteiligten und eine finanzielle Abfindung der Infantes. Diese Abfindung sollte allerdings weit unter den Verlusten liegen, die die Infantes durch die Konfiskation ihres Besitzes erlitten hatten. Außerdem wurde die Heirat des kastilischen Kronprinzen Heinrich, dem Sohn des Königs Johann II. von Kastilien, mit Blanka (II) von Navarra, der Tochter Johanns dem Infanten von Aragón und König von Navarra, vereinbart.  Als Morgengabe sollte Blanka die 1429 konfiszierten Familiengüter der Infantes de Aragón in Medina del Campo, Olmedo, Aranda und Roa und die Markgrafschaft Villena erhalten.
Die Infantes fühlten sich durch den Vertrag benachteiligt; Sie unterstützten daher einen Aufstand von Mitgliedern des Hochadels in Kastilien gegen Álvaro de Luna. 1437 wurde dieser vom Hof des Königs Johann II. von Kastilien verbannt. Die Infantes de Aragón, Johann und Heinrich, begannen damit, ihre alten Herrschaftsgebiete in Kastilien mit Gewalt in Besitz zu nehmen. Was ihnen bis 1440 auch mit Unterstützung des kastilischen Hochadels weitgehend gelang. Im März 1440 gab König Johann II von Kastilien seinen Widerstand gegen die Infantes auf und versprach, den Hochadel an der Macht zu beteiligen. Im September 1440 fand die Heirat des fünfzehnjährigen kastilischen Thronfolgers Heinrich mit der sechzehnjährigen Blanka von Navarra statt.
Eduard von Portugal starb 1438. Er hatte seine Ehefrau Eleonore von Aragonien zur Regentin für seinen Sohn Alfons bestimmt. Die Regentschaft wurde ihr von ihrem Schwager Peter von Portugal streitig gemacht, so dass sie 1440 nach Kastilien floh. Dort fand sie die Unterstützung ihrer Brüder. Die Gefahr, in einen Konflikt mit Portugal hineingezogen zu werden, ließ den Hochadel Kastiliens von den Infantes de Aragón abrücken.
Durch die Heirat des Infanten Heinrich mit Beatriz de Pimentel und Johanns mit Juana Enríquez wurde die Verbindung zwischen den Infantes de Aragón und dem kastilischen Hochadel zwar noch einmal verbessert, aber es war eine Tendenz des Niederganges ihres Einflusses in Kastilien zu verzeichnen.
Heinrich und Johann forderten Alfons V. immer auf, auf die Iberische Halbinsel zurückzukehren, um ihre Stellung zu festigen. Alfons kam diesen Aufforderungen allerdings nicht nach.
Um seine Ansprüche in Kastilien endgültig zu sichern, marschierte Johann 1445 mit einer Streitmacht von Navarra aus in Kastilien ein.

### Schlacht von Olmedo
Das Eindringen von Johann von Navarra in Kastilien geschah in den ersten Wochen des Jahres 1445. Er kam aus Navarra und bewegte sich in Richtung Atienza. An diesem Ort bestanden die Kräfte des Königs von Navarra aus 400 Mann schwerer Kavallerie und 400 Mann Fußvolk.  Ihm schlossen sich die Truppen des Grafen von Medinaceli an. Als sich das Heer in Richtung des Río Jarama bewegte bekam es eine bedeutende Verstärkung durch die Gefolgsleute des Infanten Heinrich. Das waren in erster Linie Ritter des Ordens von Santiago, die aus der Gegend von Murcia kamen. Darüber hinaus rechnete man mit den Truppen der Familie Mendoza.
Als ihm der Einmarsch der Truppen des Königs von Navarra bekannt wurde, zog König Johann II. von Kastilien seine Truppen, die vor allem aus der königlichen Garde und den Milizen der großen Städte bestanden, sowie die unter dem Befehl des Kronprinzen Heinrich und dem Befehl von Álvaro de Luna stehenden Truppen bei San Martín de Valdeiglesias zusammen.
Das Heer der Infantes de Aragón und ihre Anhänger begaben sich schließlich nach Olmedo.
Die Truppen des Königs von Kastilien errichteten in einiger Entfernung zur Stadt ein Heerlager ein, das durch eine hölzerne Palisade geschützt war. In diesem Heerlager hielt König Johann eine Versammlung der Cortes ab. Es wurde ein Beschluss gefasst, der dem König das Recht bestätigte den Kronrat nach seinem Willen zusammenzusetzen.
Das Heerlager des Königs von Kastilien bildete keinen geschlossenen Belagerungsring um die Stadt Olmedo, sodass die Truppen in der Stadt noch durch 600 Kavalleristen des Ordens von Alcántara verstärkt werden konnten.
Nach einigen Scharmützeln kam es dann am 19. Mai 1445 zur Schlacht. In Olmedo stießen zwei Armeen aufeinander, die in ihrer Zusammensetzung und Kriegsstärke etwa gleich waren. Beide Seiten hatten etwa 2500 Mann leichte und schwere Kavallerie. Die Zahl der königlichen Infanteristen lag mit etwa 4000 etwas über der Zahl der Infanteristen der Gegner. Darunter waren auch Armbrust- und Bogenschützen. Die meisten waren aber Hilfskräfte der Ritter der schweren Kavallerie. Auf beiden Seiten waren die Ritter der schweren Kavallerie schlachtentscheidend. Es gibt keine Hinweise auf den Einsatz von Söldnertruppen oder Artillerie.
In zeitgenössischen Berichten wird die Schlacht von Olmedo, die zwischen Christen im eigenen Land ausgetragen wurde, als „Ritterlicher Krieg“ (guerra caballeresca) bezeichnet, der im Gegensatz zum „Grausamen Krieg“ (guerra cruel) der Reconquista gegen Ungläubige in zu eroberndem Gebiet stand.  Es ging nicht um die Vernichtung des Gegners, sondern um die Durchsetzung politischer Interessen und Mitbestimmungsrechte des Adels gegenüber dem Monarchen. Ein Aufsatz in dem Werk „En la España Medieval“ (Spanien im Mittelalter) stellt die Frage, ob es sich um einen Krieg oder um ein Turnier gehandelt habe.  Nachdem von beiden Seiten verschiedene Angriffswellen geritten wurden, mussten sich die Anhänger der Infantes de Aragón zurückziehen.
Das direkte Ergebnis der Schlacht waren kaum mehr als zwanzig Tote (bei mehr als 12 000 am Kampf beteiligten Personen). Allerdings starb zusätzlich eine große Anzahl der Verwundeten in den folgenden Tagen an ihren Verletzungen.  Die Truppen des Königs von Kastilien konnten eine Reihe von hohen Adeligen der Gegenseite gefangen nehmen. Die Zahl der Gefangenen, die von den Truppen der Verbündeten der Infanten gemacht wurden, war dagegen sehr gering.
Die meist dem Hochadel angehörenden Unterstützer der Infantes de Aragón hatten ihr Ziel, die Schwächung der Macht der Krone, nicht erreicht. Der Sieg von Olmedo war aber trotzdem kein endgültiger Sieg der Krone über den Anspruch derer, die den Einfluss des Hochadels erweitern wollten.
Da König Johann II. von Kastilien nicht die Möglichkeit hatte, Strafen gegen die Anhänger der Infantes de Aragón durchzusetzen, wurden diese nach kurzer Zeit von ihm begnadigt.
Johann von Navarra und der Infant Heinrich flüchteten in Richtung Aragonien. Heinrich starb am 15. Juni 1445 in Calatayud in Aragonien knapp einen Monat nach der Schlacht von Olmedo an den Folgen einer Verletzung am Unterarm.
Die beiden noch verbliebenen Infantes de Aragón, Johann König von Navarra, der in Aragonien, Valencia und Mallorca Stellvertreter seines Bruders Alfons war, und Alfons, der seit 1432 bis zu seinem Tod 1458 in Italien lebte, blieben für die kastilische Politik ohne Bedeutung.

## Nachkommen der Infantes de Aragón
Einige der Nachkommen der Infantes de Aragón spielten zwar in der Politik Kastiliens eine herausragende Rolle, ihre Bedeutung ergab sich aber nicht aus den politischen Aktivitäten der Infantes.
- Der Sohn von Maria, Heinrich IV. war König von Kastilien.
- Alfons hatte einen Sohn Ferdinand der als König von Neapel keine Rolle in der kastilischen Politik spielte.
- Die Tochter von Johann, Blanka (II) von Navarra heiratete 1440 ihren Vetter Heinrich IV. von Kastilien. Die Ehe wurde 1453 geschieden.
- Der Sohn von Johann, Ferdinand wurde durch Heirat mit Isabella I. König von Kastilien.
- Die anderen Kinder des Königs Johann, Karl von Viana und Eleonore von Navarra, spielten im Bezug auf Kastilien kaum eine Rolle.
- Der postum geborene Sohn des Infanten Heinrich, Enrique de Aragón y Pimentel war zeitweise Stellvertreter seines Vetters Ferdinand II. in Katalonien. In die kastilische Politik griff er nicht ein.
- Der Infant Sancho hatte keine Nachkommen.
- Die Tochter von Eleonore, Johanna von Portugal, heiratete 1455 ihren Vetter Heinrich IV. von Kastilien. Die Tochter Johannas und Heinrichs, war Johanna von Kastilien. Johanna war die Gegenkandidatin der Katholischen Könige im Kastilischen Erbfolgekrieg.
- Der Sohn von Eleonore, Alfons V. von Portugal heiratete 1475 seine Nichte Johanna von Kastilien. Im Kastilischen Erbfolgekrieg kämpfte er erfolglos für seine Ehefrau. Die Ehe wurde später für nichtig erklärt.
- Der Infant Peter hatte keine Nachkommen.